# Mayor Vicente Villafañe
Mayor Vicente Villafañe est une localité argentine située dans le département de Pirané, province de Formosa.

## Toponymie
Sur un site proche de l'hôpital, le major (RE) Villafañe a construit la plupart de ses installations. Il a réussi à accumuler des milliers de têtes de bétail avec peu d'infrastructures. Malgré le souhait des occupants, ces terres n'ont jamais été transférées à leur nom par l'État national. De nombreuses personnes regroupées dans un secteur de la ferme d'élevage formaient une petite colonie ; la même chose se produisait à une autre extrémité et, ainsi, tandis que l'officier retraité perdait presque tous ses biens, de grandes colonies se formaient dans la vaste campagne qui s'appelaient Colonias del Campo Villafañe (Colonies du Camp de Villafañe).
Plus tard, le langage populaire a fait le reste : Colonia Campo Villafañe, Colonia Villafañe ou simplement Villafañe, jusqu'au nom actuel Mayor Vicente Edmundo Villafañe.